# Cyclatemnus equestroides
Cyclatemnus equestroides är en spindeldjursart som först beskrevs av Edvard Ellingsen 1906.  Cyclatemnus equestroides ingår i släktet Cyclatemnus och familjen Atemnidae. Inga underarter finns listade i Catalogue of Life.